# Eberlanzia
Eberlanzia (лат.) — род суккулентных растений семейства Аизовые (Aizoaceae), произрастающий на территории Капской провинции ЮАР и Намибии.

## Название
Родовое латинское (научное) название Eberlanzia дано в честь Фридриха Эберланца (Friedrich G. Eberlanz, 1879–1966), который был учителем и основателем Музея в Людеритцбухте (Lüderitzbucht) в Намибии.
Из-за отсутствия официального русскоязычного названия рода в авторитетных источниках, вероятное произношение на русском языке может быть сформировано на основе транслитерации и этимологии как «Эберланция».

## Ботаническое описание

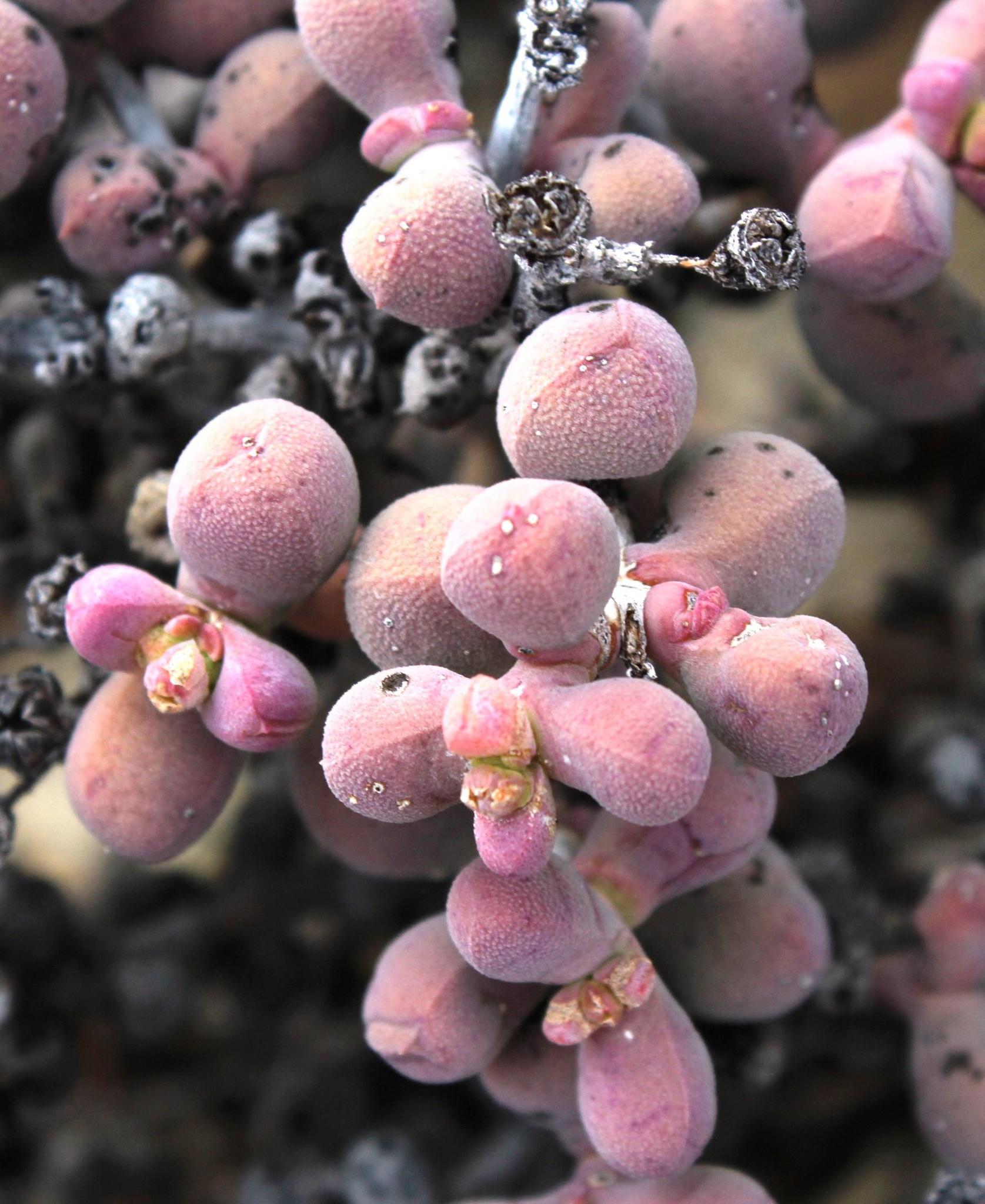
Листья Eberlanzia schneideriana

Представители рода — кустарники, достигающие высоты до 50 см, иногда обладающие колючками; они могут быть как прямостоячими, так и стелющимися. Междоузлия имеют беловатый оттенок. Листья растут парами, слегка сросшись, они короткие и толстые с выпуклыми сторонами, заостренные; цвет листьев может варьировать от серовато-зеленого до темно-зеленого.
Цветки относительно небольшие, диаметром примерно 10-20 мм, они располагаются в сильно или слабоветвистых дихазиях, иногда с дополнительными боковыми соцветиями, которые иногда могут быть зонтиковидными и скученными, редко встречаются одиночные цветки; колючки располагаются неравномерно на соцветиях; цветки могут быть с двумя листовыми прицветниками или без них. Чашелистиков пять, они практически одинаковые по размеру. Лепестки располагаются в одном ряду или отсутствуют, их цвет может варьировать от белого до фиолетового. Тычинки и стаминодии присутствуют, они собраны в шишку, которая часто имеет сосочковидную форму. Нектарник снабжен зубчатым кольцом. Завязь приподнята вверх; рыльце состоит из пяти шиловидных, прямостоячих элементов. Плодовые коробочки схожие с плодами растений рода Ruschia; пятикамерные; нижняя часть коробочки колокольчатая, верхняя выпуклая, венчики створок высокие; створки полностью раскрываются, имеют широкую прямоугольную форму; закрывающие органы белого цвета; мембраны, закрывающие плодовые коробочки, вместе с дистальными закрывающими стержнями и низкими ободками. Семена гладкие, практически круглой формы, окрашены в янтарный цвет.
Количество хромосом х = 9.

## Таксономия
Eberlanzia Schwantes, первое упоминание в Z. Sukkulentenk. 2: 189. 1926. Род входит в подсемейство Ruschioideae.

### Синонимы[5]
- Ruschia sect. Brevivaginatae Friedrich

### Виды
Согласно данным сайта «Список растений Мировой флоры онлайн» на июнь 2023 года, род состоит из 8 видов:
- Eberlanzia clausa (Dinter) Schwantes typus
- Eberlanzia cyathiformis (L.Bolus) H.E.K.Hartmann
- Eberlanzia dichotoma (L.Bolus) H.E.K.Hartmann
- Eberlanzia ebracteata (L.Bolus) H.E.K.Hartmann
- Eberlanzia gravida (L.Bolus) H.E.K.Hartmann
- Eberlanzia parvibracteata (L.Bolus) H.E.K.Hartmann
- Eberlanzia schneideriana (A.Berger) H.E.K.Hartmann
- Eberlanzia sedoides (Dinter & A.Berger) Schwantes